# Мерфи, Шон (криптограф)
Шон Мерфи (англ. Sean Murphy) — английский криптограф, в настоящее время профессор Лондонского университета (колледж Royal Holloway).

## Научная деятельность
Его исследования ведутся по направлению математической криптографии, также он читает лекционные курсы по дисциплинам «прикладная теория вероятности» и «расширенная криптография». Большая часть его последних работ была направлена на использование алгебраических методов в симметричной криптографии, в частности, анализ Advanced Encryption Standard (AES). Являлся руководителем проекта NESSIE (европейский проект для оценки криптографических примитивов и для возможной стандартизации в будущем). Принимал участие в создании проекта ECRYPT. Вместе с Дональдом Дэвисом Шон Мерфи участвовал в разработке атаки Дэвиса на DES.

## Проверка на криптостойкость
- Алгоритм FEAL-4, изначально предлагавшийся в качестве замены стандарта DES, оказался весьма нестоек к различным видам криптоанализа. Фактически сформировалась целая история методов вскрытия алгоритма FEAL. Через год после презентации алгоритма FEAL-4 было опубликовано исследование голландского математика Берта ден Боера (Bert den Boer), в котором была доказана возможность вычисления ключа шифрования данного алгоритма на основе 10 000 выбранных открытых текстов. В 1990 г. английский исследователь Шон Мерфи существенно улучшил результат предыдущего метода, предложив алгоритм вычисления ключа шифрования алгоритма FEAL-4 всего на основе 20 выбранных открытых текстов.
- В 1990 г. в работе Шона Мерфи был предложен метод линейного криптоанализа в неявном виде, который успешно применялся при анализе системы блочного шифрования FEAL. Этот метод позволил получить наиболее сильные результаты по раскрытию ряда итерационных систем блочного шифрования, в том числе и системы DES. В 1992 году Мицуру Мацуи формализовал этот подход, а позже успешно применил его к анализу криптоалгоритма DES. В 2001 году в США на смену DES и Triple DES пришел новый стандарт AES, действующий и по сей день.
- Первая разновидность алгоритма — SAFER K-64 была разработана Джэймсом Мэсси в 1993 году. Спустя некоторое время в первых вариантах алгоритма выявились некоторые слабости, обнаруженные Ларсом Кнудсеном и Шоном Мёрфи. Это повлекло за собой создание новых версий алгоритма, названных SAFER SK-64 и SAFER SK-128, в которых расписание ключей было изменено в соответствии со схемой, предложенной Кнудсеном.
- Необычная структура Twofish и относительная сложность породили некоторые сомнения в качестве её прочности. Это вызвало разделение исходного ключа на две половины при формировании раундовых подключей. Криптографы Fauzan Mirza и Шон Мерфи предположили, что такое разделение дает возможность организовать атаку по принципу «разделяй и властвуй», то есть разбить задачу на две аналогичные, но более простые. Однако реально подобную атаку провести не удалось.
- В 2003 году Шон Мерфи и Мэтт Робшоу[англ.] опубликовали работу, в которой обосновали возможность атаки на алгоритм AES, сокращающей количество операций для взлома с 2128 до 2100. Однако на 4-й конференции AES Илья Толи (Ilia Toli) и Альберто Дзанони (Alberto Zanoni) показали, что работа Мерфи и Робшоу неверна. Позже, в 2007 году, Чу-Ви Лим (Chu-Wee Lim) и Хунгминг Ху (Khoongming Khoo) также показали, что данная атака не может работать в том виде, как она была описана.

## Образование
- В 1985 г. получил степень бакалавра математики в Оксфордском университете
- В 1989 степень PhD по математике в Университете Бата.